# Ivan Annenkov
Pour les articles homonymes, voir Annenkov.

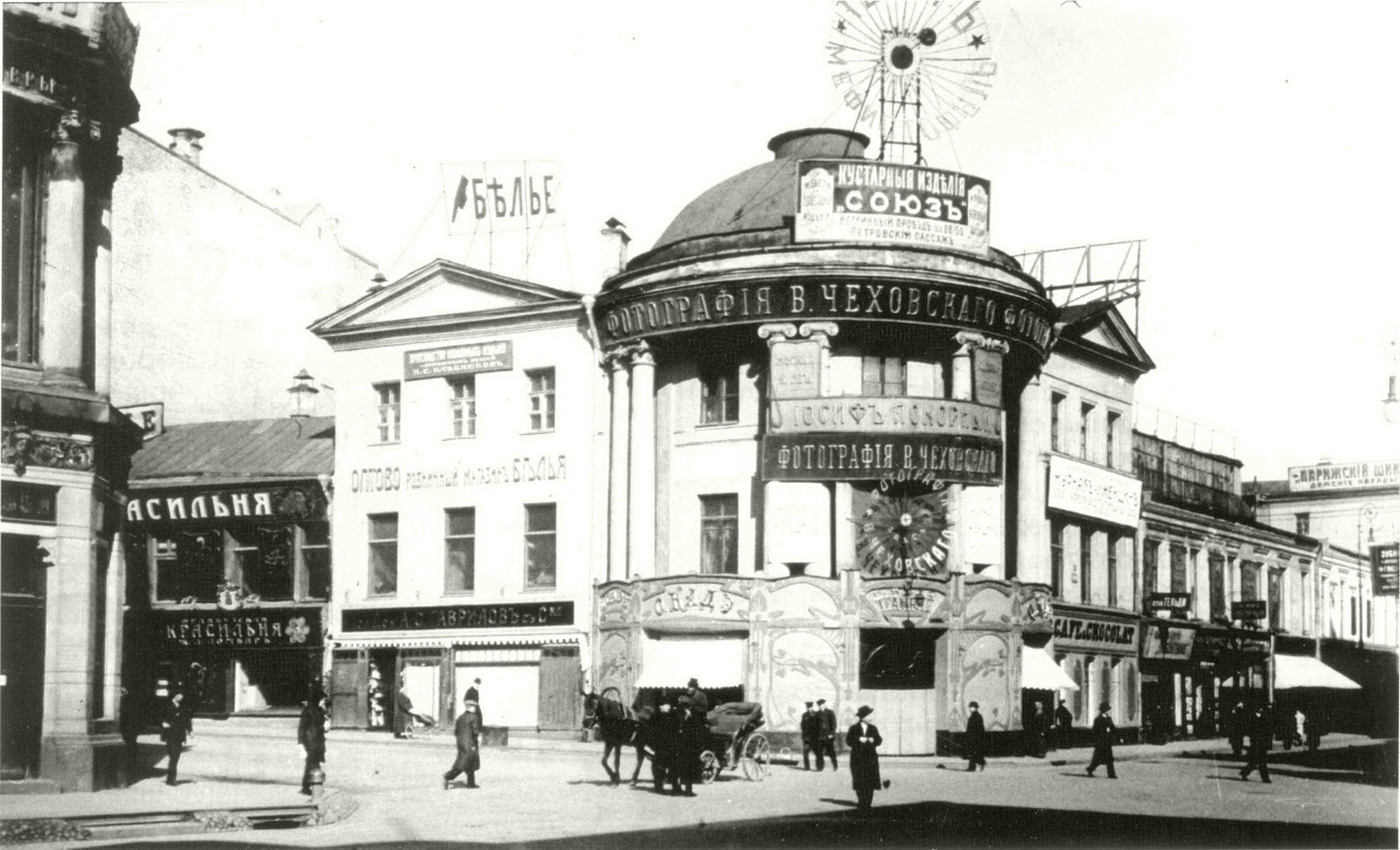
Maison Annenkov rue Kuznetsky Most.

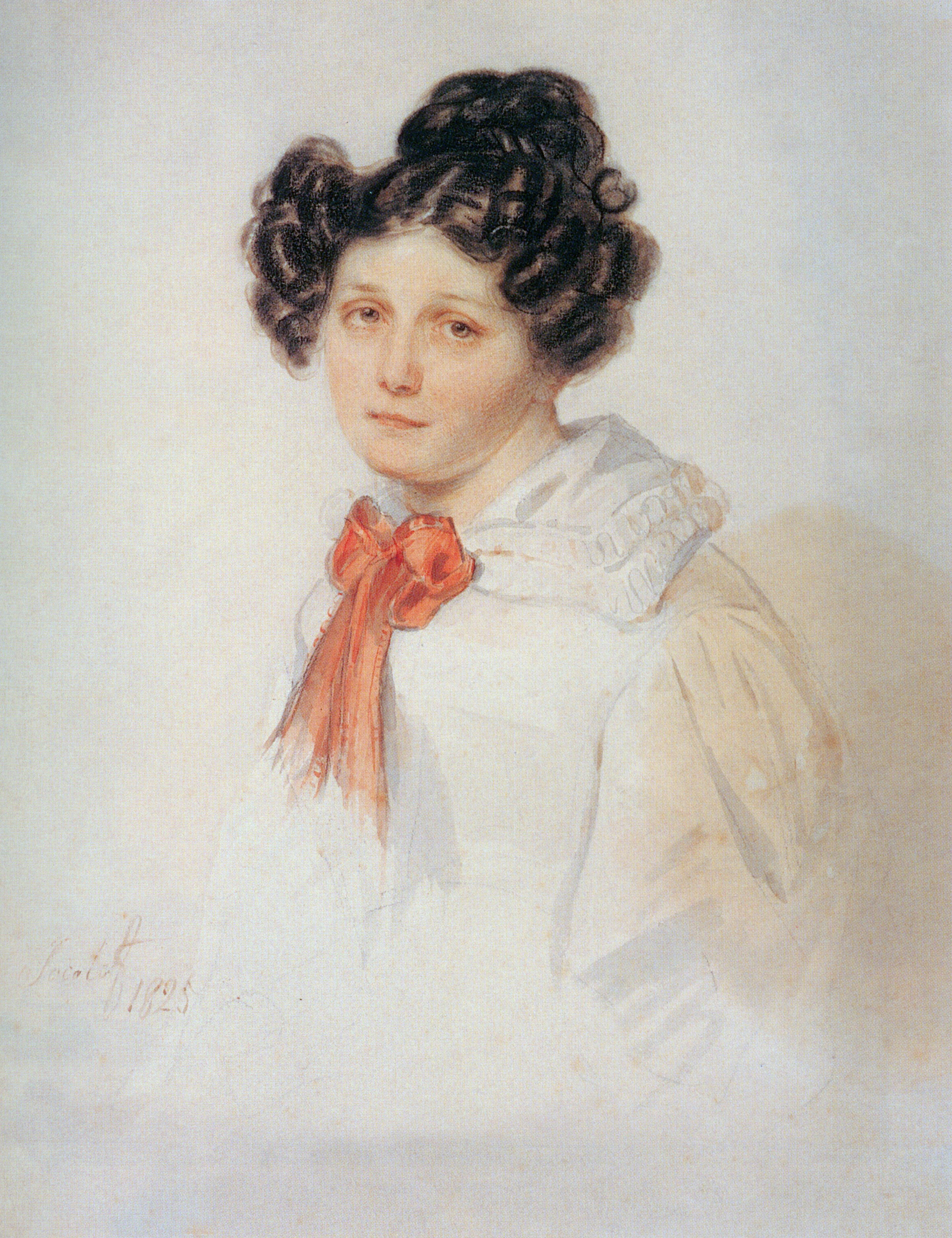
Polina Annenkova.

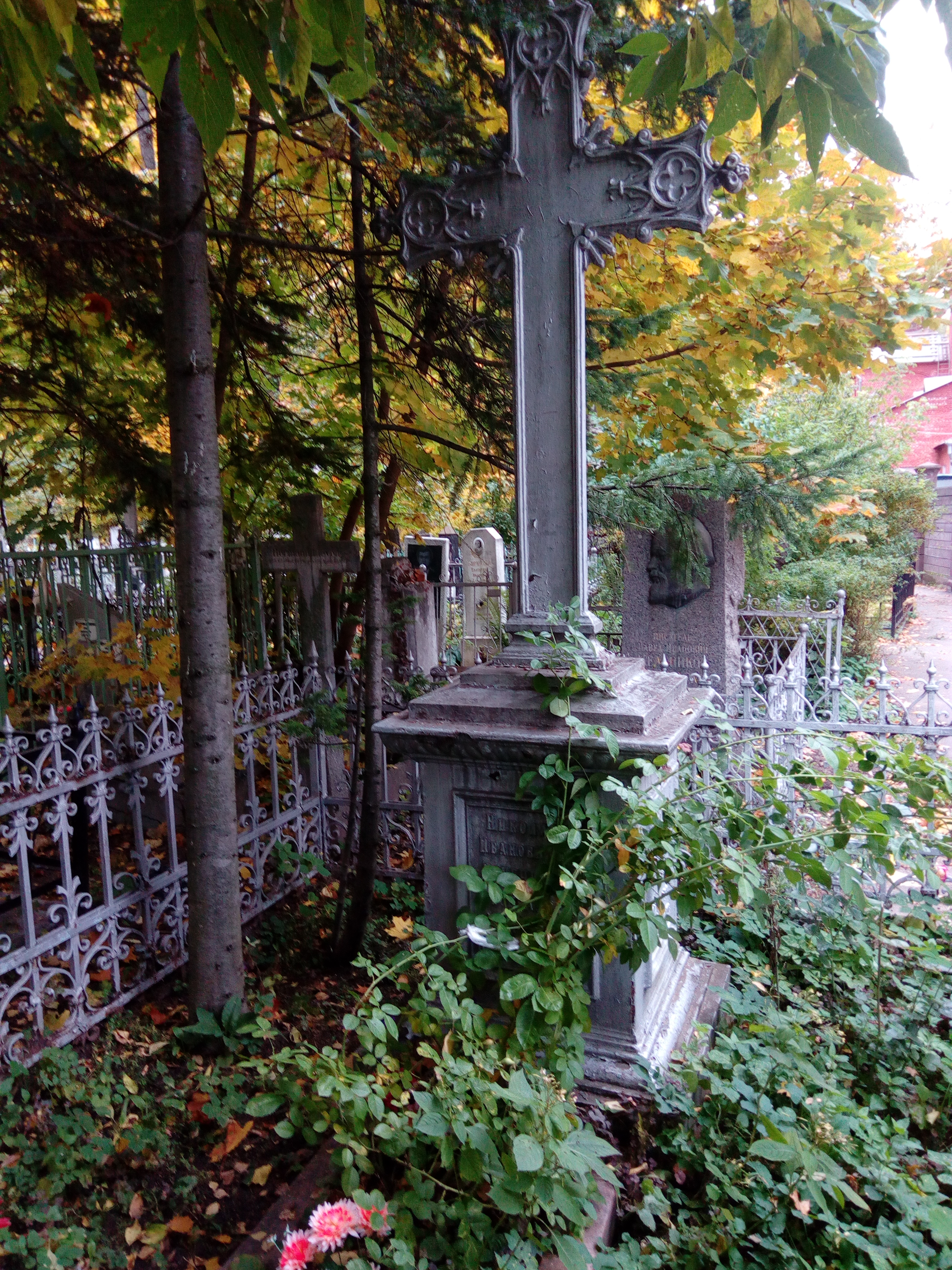
Tombe d'Annenkov et de sa femme.

Ivan Alexandrovitch Annenkov (en russe : Ива́н Алекса́ндрович А́нненков), né le 17 mars 1802 à Moscou et mort le 8 février 1878 à Nijni Novgorod, est un officier de l'armée impériale russe, un des décembristes,.

## Biographie

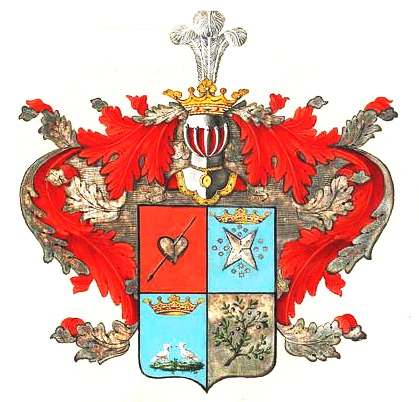
Les armoiries de la famille Annenkov.

Fils du conseiller d'État Alexandre Annenkov et d'Anna Jacobi, la seule héritière du riche général d'infanterie Ivan Jacobi, Ivan Annenkov passe son enfance et sa jeunesse dans la maison familiale à Moscou, au coin de Petrovka et Kuznetsky Most.
A reçoit une éducation à domicile. En 1817-1819, il étudie à l'Université de Moscou (il ne termina pas le cours). Le 10 août 1819, il est accepté dans le régiment de cavalerie avec le grade de junker. À partir du 1er novembre - cadet, à partir du 21 décembre 1819 - cornette, à partir du 13 mars 1823 - lieutenant.
En 1824, Annenkov est initié par Pavel Pestel dans la branche de Saint-Pétersbourg de la Société du Sud.
À l'été 1825, lors d'une foire à Penza, Ivan Annenkov rencontre Pauline Geuble, la fille d'un officier napoléonien venu à Moscou comme modiste.
Le 14 décembre 1825, Annenkov se trouve sur la place du Sénat, il commande un peloton de gardes de cavalerie. Après la défaite du soulèvement, il fut arrêté et condamné à 20 ans de travaux forcés en Sibérie. Pauline demande à l'empereur la permission de le suivre. Annenkov et Pauline Geuble se marient à Tchita après quoi Annenkov est envoyé à l'ostrog de Tchita.
À partir de septembre 1830, Annenkov est exilé à Petrovsk-Zabaïkalski. À partir de décembre 1835, il vit à Belskoe dans le gouvernement d'Irkoutsk, puis à Tourinsk.
Ce n'est qu'après trente ans de vie en Sibérie - en 1856 - que les Annenkov reçurent l'autorisation de quitter leurs lieux d'exil. Il leur était interdit de vivre à Saint-Pétersbourg et à Moscou. Les Annenkov s'installèrent à Nijni Novgorod en juin 1857. Ivan Annenkov est nommé chargé des missions spéciales sous la direction du gouverneur de Nijni Novgorod. En 1858, il devient membre du comité créé dans la province pour améliorer la vie des serfs. En avril 1861, il reçut une médaille d'argent « pour ses travaux de libération des paysans ». Le 12 janvier 1863, Annenkov est élu chef de la noblesse du district de Nijni Novgorod. En 1868, il est nommé juge de paix honoraire. Les Annenkov ont vécu à Nijni Novgorod pendant 20 ans.
Pauline Geuble Annenkova a laissé un livre de souvenirs sur sa vie, qu'elle a dicté à sa fille Olga. Olga les traduisit du français et les publia en 1888 dans la revue Rousskaïa Starina.
Les Annenkov ont été enterrés au cimetière Sainte-Croix de Nijni Novgorod. En 1953, à la suite de la liquidation de cette nécropole, la croix tombale de la tombe d'Ivan Annenkov, de son épouse Praskovia et de leur fils Nikolaï fut transférée au Cimetière Rouge.